# Burgui (futbolista)
Jorge Franco Alviz (Burguillos del Cerro, Badajoz, España, 29 de octubre de 1993), conocido como Burgui, es un exfutbolista español que jugaba como delantero. El jugador toma su sobrenombre deportivo en homenaje a su localidad natal.

## Trayectoria
Sus inicios tuvieron lugar en su pueblo natal, Burguillos del Cerro, donde practicó el fútbol sala hasta los diecisiete años. En ese momento se incorporó a las categorías inferiores del C. P. Cacereño, donde permaneció una temporada antes de pasar al C. D. Diocesano, en el que anotó treinta goles en la División de Honor Juvenil durante la campaña 2011-12.
Recaló en 2012 en la cantera del Real Madrid Club de Fútbol, donde se incorporó en las filas del segundo equipo filial, el Real Madrid Club de Fútbol "C" siendo uno de los jugadores más destacados del equipo. En la temporada siguiente fue inscrito como jugador del equipo filial, el Real Madrid Castilla Club de Fútbol, siendo nuevamente uno de los pilares del equipo, no pudiendo evitar sin embargo el descenso de categoría de su equipo, que hasta entonces militaba en la Segunda División.
Sus buenas actuaciones —por las que debutó con el primer equipo en un partido de pretemporada frente a la Associazione Calcio Firenze Fiorentina— le llevaron a suscitar el interés de varios equipos de la Primera División española, siendo cedido finalmente en julio de 2015 al R. C. D. Espanyol por un año.
En la temporada, en la que el conjunto catalán se reservó una opción de compra, fue uno de los sustitutos de los titulares del equipo, teniendo presencias esporádicas en los instantes finales de los partidos merced a su velocidad y desborde, siendo sus apariciones cada vez más constantes.
En julio de 2016 fue cedido al Real Sporting de Gijón para disputar la campaña 2016-17, en la que anotó dos goles y dio cuatro asistencias en los treinta y dos partidos que disputó.
El 11 de julio de 2017 se confirmó su traspaso al Deportivo Alavés. Este equipo lo cedió al Real Zaragoza en febrero de 2020 y al finalizar la temporada 2020-21 abandonó el club babazorro tras expirar su contrato.
El 18 de febrero de 2022, tras haber estado desde entonces sin equipo, se confirmó su llegada al H. N. K. Šibenik croata. Dejó el club en junio de 2023 y ya no volvió a jugar en ningún otro equipo antes de anunciar su retirada en enero de 2024 debido a las varias lesiones que había sufrido en la rodilla.

## Clubes
| Club                            | País    | Año       |
| ------------------------------- | ------- | --------- |
| Real Madrid C. F. "C"           | España  | 2012-2013 |
| Real Madrid Castilla C. F.      | España  | 2013-2017 |
| R. C. D. Espanyol (cesión)      | España  | 2015-2016 |
| Real Sporting de Gijón (cesión) | España  | 2016-2017 |
| Deportivo Alavés                | España  | 2017-2021 |
| Real Zaragoza (cesión)          | España  | 2020      |
| H. N. K. Šibenik                | Croacia | 2022-2023 |